# Nicole Lapierre
Pour les articles homonymes, voir Lapierre.
Nicole Lapierre, née Nicole Lipsztejn le 17 novembre 1947 à Paris, est une anthropologue et sociologue française.
En 1991, elle est lauréate du prix Amalfi pour les sciences sociales pour Le silence de la mémoire.
En 2015, elle est lauréate du prix Médicis essai pour Sauve qui peut la vie.

## Biographie
Née en 1947 Nicole (Colombe) Lipsztejn, elle est la seconde fille d'un médecin juif polonais (ashkénaze) qui demanda son changement de nom en Lapierre en 1960.
Étudiante à l'université de Nanterre (Paris X), en philosophie, elle réalise une maîtrise de sociologie avec Henri Lefebvre, intitulée « Théorie léniniste de l’organisation ». En 1968, elle est cofondatrice du Mouvement du 22 Mars, après avoir lancé le ciné-club de l’université, dont les projections avaient lieu dans le grand amphi, suivies de débats.
Au début des années 1970, elle est recrutée comme chercheuse sous contrat, dans le cadre du Groupe de diagnostic sociologique, dirigé par Edgar Morin. Elle travaille sur les médias féminins et l’émergence du féminisme, et sur des événements sociologiquement révélateurs, telle l'affaire de Bruay-en-Artois en 1972.
Entrée au Centre national de la recherche scientifique (CNRS) en 1977, dans le Centre d'études des communications de masse (EHESS-CNRS) dirigé par Edgar Morin et Roland Barthes, elle étudie d'abord  la vieillesse et le vieillissement.
À partir du début des années 1980, elle oriente ses recherches sur les questions d'identités, de mémoire familiale et de transmission entre générations. Elle a notamment écrit sur la mémoire juive après le génocide ; sur la signification des changements de nom de consonance étrangère ; sur les transmissions et solidarités familiales ; sur la figure de l'étranger ; ou encore sur  les croisements entre mémoire juive et mémoire noire.
En 1989, elle soutient, à l'École des hautes études en sciences sociales (EHESS), une thèse de doctorat de sciences sociales mention ethnologie, dirigée par Edgar Morin, et intitulée Mémoire juive et diaspora : l'exemple des Juifs de Plock (Pologne).
De 1990 à 2002, elle dirige, puis codirige avec Georges Vigarello, le Centre d’études transdisciplinaire sociologie, anthropologie, histoire (CETSAH), rattaché à l’EHESS et au CNRS. Elle est toujours membre de cette équipe, devenue Laboratoire d'anthropologie critique interdisciplinaire (LACI) et rattachée à l’Institut interdisciplinaire d’anthropologie du contemporain (IIAC).
Depuis 1990, elle est codirectrice de la revue Communications avec Edgar Morin. Elle dirige également une collection d’ouvrages en sciences humaines et sociales intitulée « Un ordre d'idées », qu’elle a créée aux Éditions Stock en 2001.
Directrice de recherche émérite au CNRS, elle travaille sur la mémoire, les identités et les relations entre générations.

## Politique
À l'université à la veille de Mai 68, elle s'engage dans les Jeunesses communistes révolutionnaires où elle se lie d'amitié notamment avec Sophie Bouchet-Petersen. C'est à la Ligue communiste (prolongement de la JCR) qu'elle rencontre, en tant que cadre, Edwy Plenel, Daniel Bensaïd et d'autres personnalités trotskistes.
En 2007, elle appelle à voter pour Ségolène Royal, dans un texte publié dans Le Nouvel Observateur, « contre une droite d’arrogance », pour « une gauche d’espérance ».

## Vie privée
D'une première union avec un médecin d'origine antillaise, elle donne naissance à un fils, Éric Benoit, en 1966.
Elle vit ensuite en couple, pendant quarante-sept ans, avec Edwy Plenel (qu'elle a rencontré à la Ligue communiste révolutionnaire). Mariés en 1996 à Pézenas, ils sont les parents de la militante Eve Plenel, née en 1982.

## Ouvrages
- La Femme majeure, nouvelle féminité, nouveau féminisme, Paris, Seuil, 1973 (en coll. avec Edgar Morin et Bernard Paillard). Traduit en japonais (Culture Library, 1974) et en espagnol (Editorial Fundamentos, 1975).
- Vieillesse des pauvres, les chemins de l’hospice, Paris, Éditions Ouvrières, 1980 (en coll. avec Rithée Cevasco et Markos Zafiropoulos)
- Le Silence de la mémoire, à la recherche des juifs de Płock, Paris, Plon, 1989 ; édition revue et augmentée, préface de Philippe Joutard, Paris, Biblio Essais, 2001 ; Prix Amalfi 1991 pour les sciences sociales
- Le Livre retrouvé (traduction du manuscrit en yiddish de Simha Guterman, édition critique précédée d’une introduction et suivie de deux études), Paris, Plon, 1991 ; traduit en allemand (Carl Hanser Verlag, 1993), en italien (Einaudi, 1994) et en hollandais (Van Gennep, 1994) ; nouvelle édition 10/18, 2001
- Changer de nom, Paris, Stock, 1995 ; édition revue et augmentée, Paris, Gallimard, coll. « Folio essais », 2006
- La Famille providence. Trois générations en Guadeloupe, Paris, La Documentation française, 1997 (en coll. avec Claudine Attias-Donfut)
- Le Nouvel Esprit de famille, Paris, Odile Jacob, 2002 (en coll. avec Claudine Attias-Donfut et Martine Segalen)
- Pensons ailleurs, Paris, Stock, 2004 ; traduit en coréen (Prunsoop Publishing, 2007) et en grec (Katapti, 2007); édition revue, Paris, Gallimard, coll. « Folio essais », 2006
- Causes communes. Des Juifs et des Noirs, Paris, Stock, 2011
- Sauve qui peut la vie, Paris, Seuil, coll. La Librairie du XXIe siècle, 2015[16], prix Médicis essai 2015; Points Essai, 2017
- Faut-il se ressembler pour s'assembler ?, Paris, Seuil, 2020

### Direction d'ouvrages
- « Le Continent gris. Vieillesse et vieillissement », Communications, no 37, 1983
- « La mémoire et l’oubli », Communications, no 50, 1989
- « Générations et filiation » (avec Claudine Attias-Donfut), Communications, no 59, 1994
- « Edgar Morin Plans rapprochés », Communications, no 82, 2008
- "Vivantes interactions", (avec Bernard Paillard), Communications, n° 110, 2022